# Jean V. de Créquy

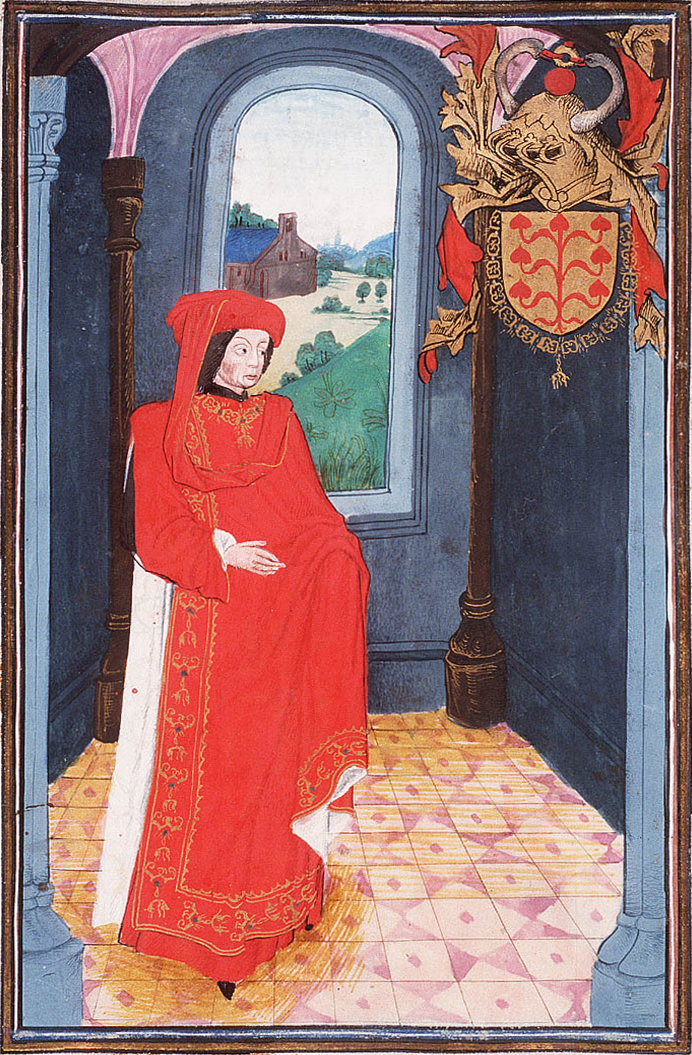
Jean V de Créquy

Jean V. de Créquy († 1474) war im Jahr 1430 Gründungsmitglied des Ordens vom Goldenen Vlies (Diplom Nr. 24)
Er war der Sohn von Jean IV. de Créquy († 1411) und Jeanne de Roye (die wiederum die Tante von Philippe de Ternant und Guy de Roye war, ihrerseits ab 1430 bzw. ab 1461 Mitglieder des Ordens vom Goldenen Vlies). Er folgte seinem Vater als Herr unter anderem von Créquy und Fressin, bekam von ihm per Testament zudem Canaples und Moliens.
Am Hof des Herzogs Philipp der Gute von Burgund, der ihn 1429 zum Ritter schlug, war er Erster Kammerherr (Premier Chambellan). Bei der Gründung des Ordens vom Goldenen Vlies am 10. Januar 1430 in Brügge wurde er einer der 25 Mitglieder. 1436 kämpfte er bei der Belagerung von Calais und wurde später der Garnison von Gravelines zugeordnet.
1457 erwarb er von Edmond de Ville und dessen Ehefrau Jacqueline de Wancourt die Herrschaft Pontdormy. 1461 wurde er von Herzog Philipp nach Aragón geschickt, um König Johann II. zur Aufnahme in den Orden die Insignien zu überbringen. 1464 war er gemeinsam mit dem Guillaume Fillastre, Bischof von Tournai, Gesandter des Herzogs beim französischen König Ludwig XI. 1465 zog er noch einmal in den Krieg und nahm am 16. Juli an der Schlacht bei Montlhéry teil. Am 2. September 1468 machte er sein Testament, sechs Jahre später starb er in hohem Alter.

## Familie
Jean V. de Créquy war zwei Mal verheiratet. Seine erste Ehe schloss er mit Marguerite de Bours, Erbtochter von Guillaume de Bours, genannt Wicart, Herr von Bours und königlicher Kammerherr, und Catherine de Pouques; diese Ehe blieb kinderlos.
Seine zweite Ehefrau war ab 1456 Louise de La Tour († 1469), Tochter von Bertrand V. de La Tour, Herr von La Tour, Graf von Boulogne und Auvergne (Haus La Tour d’Auvergne) und Jacquette du Peschin. Kinder aus dieser Ehe sind:
1. Jean VI. de Créquy, Sire de Créquy
2. Jacques de Créquy († 1480), Herr von Pontdormy, Coquerel, Molien und Villiers
3. François de Créquy († 1518), Herr von Dourlers, Querrieu und Quéans
4. Louis de Créquy († nach 1486), Herr von Fléchin
5. Bertrand de Créquy, Malteserordensritter
6. Charles de Créquy († nach 1527), Herr von Fléchin und Blécourt, 1518 Bischof von Thérouanne
7. Louise de Créquy
8. Jacqueline de Créquy († 1509) ; ⚭ Jacques de Beaufort, Marquis de Canillac